# Herr Jesu Christ, du höchstes Gut, BWV 113
Herr Jesu Christ, du höchstes Gut, BWV 113 (Senyor Jesucrist, Bé suprem), és una cantata religiosa de Johann Sebastian Bach per a l'onzè diumenge després de la Trinitat, estrenada a Leipzig el 20 d'agost de 1724.

## Origen i context
L'autor, desconegut, segueix puntualment el coral que dona títol a la cantata, original de Bartholomaüs Ringwaldt (1588); la primera, segona i vuitena estrofes es conserven tal qual, mentre que les altres s'adapten de manera més lliure. L'obra, que forma part del segon cicle de cantates corals, té un aire arcaïtzant – trio amb orgue, concert sacre– que s'ha d'atribuir igual que la sobrietat en la instrumentació, al caràcter greu i penitencial del text. La melodia del coral, que prové del Cançoner de Dresden de 1593, és present en tots els números, llevat del sisè. El to general de la cantata és la humilitat i la penitència, relacionades amb l'evangeli del dia Lluc (18, 9-14) que narra la paràbola del fariseu i el publicà. Per a aquest diumenge es conserven dues altres cantates, la BWV 179 i la BWV 199.

## Anàlisi
Obra escrita per a soprano, contralt, tenor, baix i cor; flauta travessera, dos oboès d'amor, corda i baix continu. Consta de vuit números.
1. Cor: Herr Jesu Christ, du höchstes Gut (Senyor Jesucrist, Bé suprem)
2. Coral(contralt): Erbarm dich mein in solcher Last (Tingues compassió, alleugera)
3. Ària (baix): Fürwahr, wenn mir das kömmet ein (Quan me n'adono, ben cert)
4. Coral i recitatiu (baix): Jedoch dein heilsam Wort, das macht (Però els teus mots de salvació)
5. Ària (tenor): Jesus nimmt die Sünder an (Jesús empara els pecadors)
6. Recitatiu (tenor): Der Heiland nimmt die Sünder an (El Salvador accepta els pecadors:)
7. Ària (duet de soprano i contralt): Ach Herr, mein Gott, vergib mir's doch (Perdona’m, doncs, Déu meu Senyor)
8. Coral: Stärk mich mit deinem Freudengeist (Que em reforci el teu esperit joiós)

En el número inicial el cor entona de manera senzilla i homòfona, una a una, totes les frases del coral i l'orquestra, mitjançant el to gemegaire propi dels oboès, exposa el dolor del text, mentre que el primer violí, té un paper més agitat. El número 2 és un coral en trio amb el contralt, els violins a l'uníson i el continu. Segueix una ària binària de baix, amb els oboès d'amor, la veu imita musicalment les imatges del text, com en la paraula gewandelt (a dreta via) amb un melisma de quaranta-vuit semicorxeres i, després, en el cromatisme sobre mir das Herze brache (el cor se'm trencaria). En el número 4, també a càrrec del baix acompanyat del continu, es presenta completa l'estrofa de l'himne amb altres frases intercalades. L'ària de tenor del cinquè número és la part més moderna i alegre de l'obra, hi destaca el virtuosisme de la flauta que arriba al límit de les seves possibilitats. En el número 6, un recitatiu, el tenor amb tota la corda i el continu, declama un text que no conté frases del coral, però que està vinculat a l'evangeli del dia. El número següent, duet de soprano i contralt, presenta un elevat nombre de vocalitzacions, a destacar que els versos imparells són una versió adornada de la melodia del coral. El coral final no té cap singularitat a destacar, i la partitura no indica quins instruments hi intervenen. L'obra té una durada d'uns vint-i-cinc minuts.

## Discografia seleccionada
- J.S. Bach: Das Kantatenwerk. Sacred Cantatas Vol. 6. Gustav Leonhardt, Knabenchor Hannover (Heinz Henning, director), Collegium Vocale Gent (Philippe Herreweghe, director), Leonhardt-Consort, Sebastian Bratsche (solista del cor), René Jacobs, Kurt Equiluz, Max van Egmond. (Teldec), 1994.
- J.S. Bach: The complete live recordings from the Bach Cantata Pilgrimage. CD 37: St David's Cathedral, Pembrokeshire; 3 de setembre de 2000. John Eliot Gardiner, Monteverdi Choir, English Baroque Soloists, Magdalena Kozena, William Towers, Mark Padmore, Stephan Loges. (Soli Deo Gloria), 2013.
- J.S. Bach: Complete Cantatas Vol. 11. Ton Koopman, Amsterdam Baroque Orchestra & Choir, Sibylla Rubens, Annette Markert, Christoph Prégardien, Klaus Mertens. (Challenge Classics), 2006.
- J.S. Bach: Cantatas Vol. 24. Masaaki Suzuki, Bach Collegium Japan, Yukari Nonoshita, Robin Blaze, Gerd Türk, Peter Kooij. (BIS), 2004.
- J.S. Bach: Church Cantatas Vol. 36. Helmuth Rilling, Gächinger Kantorei, Bach-Collegium Stuttgart, Arleen Augér, Gabriele Schreckenbach, Adalbert Kraus, Niklaus Tüller. (Hänssler), 1999.